# Monokultura

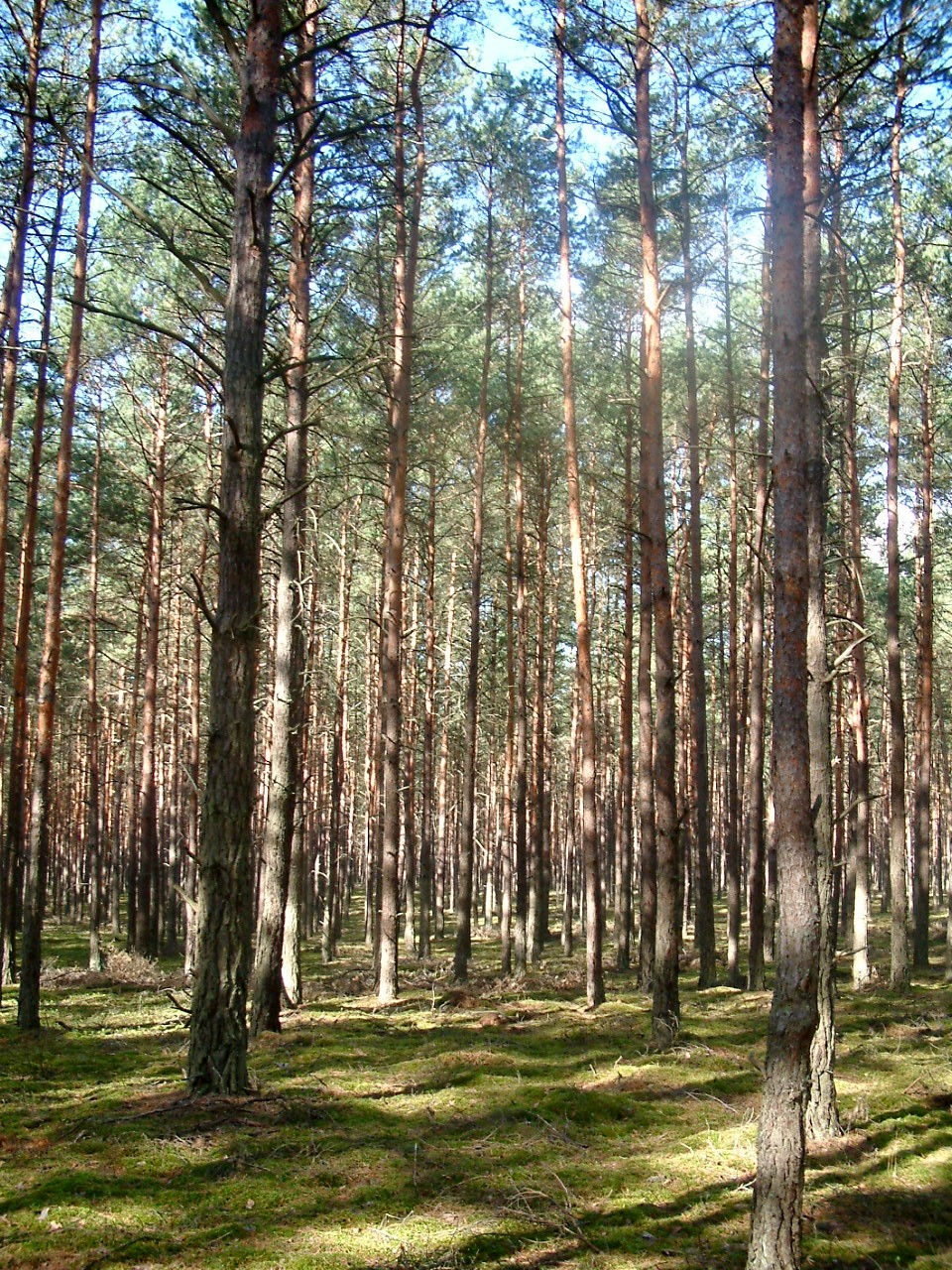
Monokultura sosnowa – Puszcza Notecka w pobliżu Miał

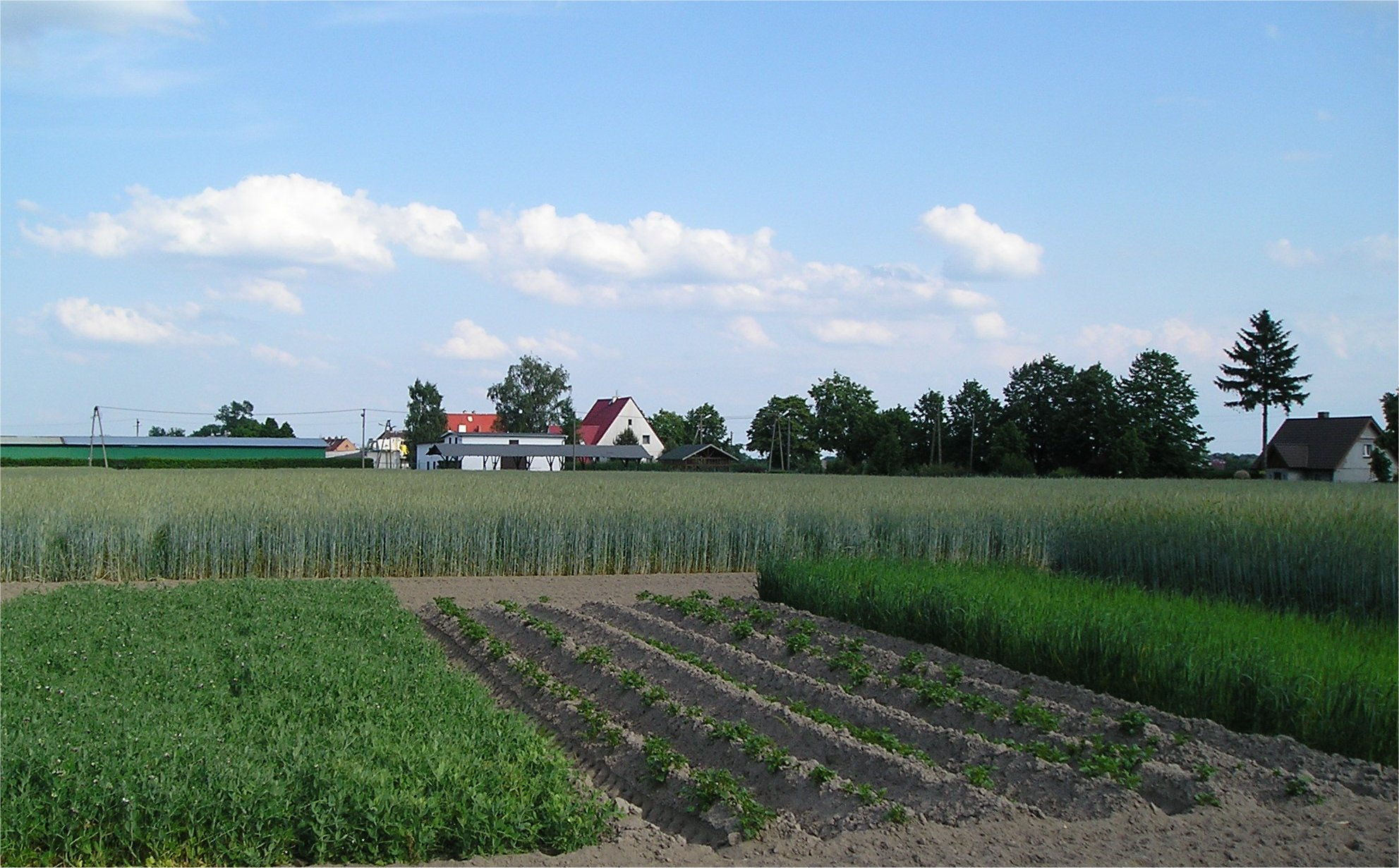
Ścisłe doświadczenie monokulturowe założone w Rolniczym Zakładzie Doświadczalnym Swojec Uniwersytetu Przyrodniczego we Wrocławiu w 1966 – na pierwszym planie żyto uprawiane w płodozmianie, a na drugim w monokulturze

Monokultura – system rolniczy lub leśny, polegający na wieloletnim uprawianiu na tym samym obszarze roślin jednego gatunku, bądź o podobnych wymaganiach glebowych, np. bawełny, trzciny cukrowej, świerku. Powoduje to szybkie wyjałowienie gleb nawet bardzo żyznych oraz zmianę ich struktury.
W polowej produkcji roślinnej monokultura to uprawianie roślin tego samego gatunku przez wiele kolejnych lat na tym samym polu, prowadzące do zmęczenia gleby i obniżki plonu.
Negatywne skutki monokultury:
- jednostronne wyczerpanie składników pokarmowych z gleby,
- ciągłe pobieranie wody z tych samych warstw,
- nadmierny rozwój agrofagów.

Większość roślin uprawnych nie znosi uprawy w monokulturze, jednak niektóre, np. żyto, można w ten sposób uprawiać nawet kilkadziesiąt lat, a kukurydzę od 6 do 8.
Najstarsze ścisłe doświadczenia monokulturowe z zakresu polowej uprawy roślin (w nawiasach podano miejsce i rok założenia):
- Rothamsted (Anglia, 1843),
- Grignion (Francja, 1875),
- Illinois (USA, 1876),
- Halle (Niemcy, 1878),
- Columbia (USA, 1888),
- Dakota (USA, 1892),
- Askov (Dania, 1894),
- Auburn (USA, 1896),
- Bad Lauchstädt (Niemcy, 1902),
- Dikopshof (Niemcy, 1906),
- Bonn-Poppelsdorf (Niemcy, 1906),
- Saskatchewan (Kanada, 1911),
- Moskwa (Rosja, 1912),
- Skierniewice (Polska, 1921),
- Berlin-Dahlem (Niemcy, 1923),
- Thyrow (Niemcy, 1937),
- Limburgerhof (Niemcy, 1938).